# وينشيستر (فلم)
وينشستر (بالإنجليزية: Winchester) الذي يعرف أيضا باسم المنزل الذي يسكنة الأشباح، هو فيلم رعب خارق للطبيعة، وقد قام مايكل وبيتر سبيريغ بإخراجة وتوم فاوجان بكتابتة. إن نجوم الفيلم هيليز بريز في دور سارة وينشستر مع جيسون كلارك وسارة سنوك، وهم يقومون بمراقبتها حيث أن الارواح تقوم بمصاحبتها داخل منزلها في سان خوسيه عام 1906. قام أمريكي اشتراكي بالمشاركة في الإنتاج، وتم إصدار الفيلم في الولايات المتحدة في 2 فبراير 2018، وفي أستراليا في 22 فبراير 2018. ولقد تلقي الفيلم تعليقات سلبية من النقاد الذين وصفوه بأنه "ممل" ولاطائل من ورائه" وحقق الفيلم 38 مليون دولار في جميع انحاء العالم.

## القصة
إن سارة وينشتسر أرملة صانع الأسلحة الشهير وبليام ويرت وينشستر، وهي تعيش في حزن شديد بعد موت زوجها المفاجئ والوفاة السابقة لطفلتها ألي.وتعتقد سارة ويشسترن اتها مطاردة من قبل تلك الارواح التي ماتت علي أيدي أسلحة ونشستر بعد أن تلقت أكثر من 20 مليون دولار في الميراث. وتقرر سارة بناء قصر كبير بناء علي نصيحة عالم روحاني، ويبدوا أن هذا القصر لا نهاية لة في سان حواسية في كالفورنبا، وهو سيطلق سيطلق علية في نهاية المطاف قصر وينشستر الغامض. ويكون هذا المنزل في حالة إنشاء وتجديد مستمر. ويعيش في هذا المنزل ماريون ماريوت قريبة سارة مع ابنها هنري، ويتعرض هنري أثناء الليل للتلبس من قبل كيان غامض وغريب.
وفي عام 1906، تقوم شركة وينشستر بتوظيف الطبيب إريك للبقاء في المنزل وتققيم سارة، وحيث أن الشركة تعتقد أن سارة غير ملائمة عقليا لكي تكون مسئولة عن الشركة. ويعاني إريك من الحزن الشديد بعد وفاة زوجتة روبي ونتيجة لذلك فهو يتعاطي المخدرات.وعندما وصل إريك الي المنزل قام برؤية اشباح ولكنه اعتقد أن هذا أحد الاثار الجانية للعقاقير التي أخذها. وفيما بعد، راي إريك شبح في الطابق السفلي وشاهد هنري وهو يحاول القفز من علي السطح ولكن قام أريك بإنقاذة.
وفي اليوم التالي، يبدا إر يك في تقيمة لسلامة سارة العقلية، وتعترف سارة بخوفها الشديد من الارواح والاشباح، وهي تعتقد انها يمكن أن تساعدهم علي المضي قدما. وذات ليلة يشاهد إريك سارة وهي ملتبسة بروح ما، وهذة الروح ترسم مخطط لغرفة جديدة، فخاف إريك كثيرا وهرب عائدا الي غرفتة. وفي اليوم التالي، تطلعت سارة لإريك علي انها تحتفظ بسجلات للناس الذين تم قتلهم براسطة اسلحة وينشستر.وقد تبين انة قد تم اطلاق النار علي اريك، كما انة احتفظ بالرصاصة معة. تشرح سارة لاريك كيف ان 13 مسمار يبقي الارواح محبوسة في الغرف.
يحاول هنري الممسوس بروح شريرة ان يقتل سارة ببندقية، ولكن تم ايقافه بواسطة إريك وماريون. وعندما ادركت سارة مدي خطورة هذه الروح، أرسلت سارة موظفيها بعيدا، وتقرر ازالة الشبح من منزلها بنفسها. ويصادف إريك باتلر الذي يكشف عن نفسه ليكون شبحا. يتعرف هو وسارة علي الشبح باسم بنيامن بلوك وهو جندي من جيش الولايات الكونفدرالية والذي قد فقد شقيقيه في الحرب الاهلية الأمريكية حيث قتلوا ببنادق وينشستر.وشرع بن المدمر في تبادل لإطلاق النار علي مكتب وينشستر، وذبح العمال قبل ان يقتل برصاص الشرطة. وكان بن يمتلك هنري، والغرفة المشيدة بالبنادق وينشستر هي الغرفة التي قتل فيها بالرصاص.
حدث زلزال سان فرانسيسكو في عام 1906 ودمر المنازل وفصل بين اريك وسارة. وفي الفوضى، يهرب هنري من غرفته ويتبعه ماريون. ويواجه إريك الكثير من الأشباح قبل رؤية شبح روبي. وكشف ان روبي كانت مريضة عقلية وقد شخصت خطأ من إريك. وتطلق روبي الغير مستقلة النار علي إريك قبل أن تقتل نفسها ببندقية. ويعاون شبح روبي إريك ليساعد سارة. ويتعاون إريك مع سارة ويتمكنون من اعتراض بن في الغرفة. يحاصر أخوة بن كلا من ماريون وهنري ويحاول بن قتل سارة ولكن يدرك الثنائي ان بن خائفا من رصاصة إريك. ويستخدم إريك إطلاق النار بالبندقية أن بن المستخدمة في إطلاق النار وتم إنقاذ هنري وماريون وتمكنت الأرواح الأخرى الذهاب إلي غرفهم. يعلن إريك ان سارة عاقلة مما يسمح لها بالبقاء علي السيطرة علي الشركة. وتعلن سارة ان لها نوايا لبناء المزيد من الغرف لمساعدة الكثير من الأرواح.وأثناء إصلاح المنزل، يسقط مسمار من إحدي الألواح ليختم روحًا في الغرفة.

## الممثلون
- هيلين ميرين  بدور   سارة وينشستر
- جيسون كلارك  بدور  إريك برايس
- سارة ستوك  بدور  ماريون مريتو
- فين اسكولونا اوبراي  بدور هنري مريتو
- انجوس سبسون  بدور  جون هنسن
- لورا برنت  بدور   روبي برايس
- تيلور كوبين  بدور  آرثر جيتس
- ايمون فرن  بدور  بنجمين بلوك

## الإنتاج
في عام 2009، أعلن عن صناعة فليم حول لغز منزل وينشستر، اكتسبت الحقوق الي القصة شعبة الأفلام المدقة ووسائل الاعلام الحصرية، في عام 2012 مع أعمال التصميم الخيال والترفيه المنتجه 8/9، تم تعيين مايكل وبيتر سبيرغ كمديرين في 10 مايو 2016 مع زوج أيضا لمراجعة البرنامج النصي. في 14 مايو بدأت هيليين ميرين وضع اللمسات الاخيرة علي صفقة كنجمة في الفليم، وكوريثة سارة وينشستر وكان من المتوقع للتصوير ان يبدأ في وقت لاحق في عام 2016 في سان خوسيه، كاليفورنيا واستراليا. وفي أغسطس عام 2016 سي بي إس الأفلام اكتسبت حقوق التوزيع للفليم وتم صدر الإنتاج حتي مارس عام 2017 وفي ستنمبر عام 2016 دخل جايسون كلارك المفاوضات مع نجمة الفليم سارة سنوك وانجوس سبسون انضم الي الفليم في مارس عام 2017. والتصوير بدأ في أستراليا. تم إعادة تسمية الفلم  ب " وينشستر: المنزل الذي قام الأشباح ببناءه في 10 أكتوبر عام 2017 وإنتقل من إنتاجة الذي إندفع إلي الخلف في مارس 2017. وفي سبتمبر 2016، دخل جايسون كلارك المفاوضات ليبدأ الفيلم. وإنضم كل من أنجوس سامبسون وسارة سنوك إلي طاقم التمثيل في مارس 2017 وبدأ التصوير في أستراليا. وتم إعادة تسمية الفلم ب" وينشستر: المنزل الذي قام الإسباح ببناءه في أكتوبر 2017 وإنتقل من تاريخ إصدارة الاصلي في 23 فبراير 2018 إلي 2 فبراير 2018. ويشمل المنتخبين التنفذيين علي كل من أندرو تراباني، وبريان، وجي جيلبرت، وأنطونيا ليبانوس، وبنديكت كافر، ودانيالدايموند، وتوبين ارمبست.

### الإستقبال
قالب:قسم غير مكتمل

### شباك التذاكر
حقق «وينشستر» 24,7 مليون دولار في الولايات المتحدة وكندا و 9,1 مليون دولار في الولايات الأخري وذلك في مارس 2018 و 33,8 مليون دولار من المجموع الكلي ضد 3,5 مليون دولار لميزانية الإنتاج.
وتم الإعلان عن وينشستر في الولايات وكندا في 2 فبراير 2018 ومن المتوقع لة أن يحقق 8:6 مليون دولار من 2,480 مسرح تم العرض فيهم في الأجازة الأسبوعية. وانتهي بة الظهور لأول مرة ب 9,3 مليون دولار، انتهاء من المركز الثالث في شباك التذاكر خلف المبقيين جومانجي. مرحبا بأرغال وعداء المتاهة، علاج الموت.

### النقد
علي موقع روتن توميتوز، حصل الفيلم علي نسبة موافقة تبليغ 13% بناءا علي 97 مراجعة، بمتوسط 4/10. ويقرأ الإجماع النقدي علي الموقع" مثل الدرج الكبير داخل القصر الشهير الذي، ويبدوا وينشستر جاهزا بحصوله علي الخروج من الجمهور ولكنه لا يؤدي في النهاية إلي أي مكان" وفي ميتاكريتيك، حصل الفلم علي 28 درجة مئوية من 100 بناءا علي 18 منتقدا، مما يشير إلي ملاحظات غير مواتية بشكل عام. وأعطت الجماهير التي إستطلعتها سينماسكور، الفلم مقياس متوسط"B علي مقياس B+ إلي F.
وأعطت تشكيلة أوين غليبر مان الفيلم مراجعة وكتابة سلبية" ميرين تفعل كل ما في وسعها لتبدو وكأنها تسامتع، ولكن وينشستر عبارة عن حقيبة ولكنها فارغة من أحد العروض الخادعة التي لا يختبر فيها الاخوة سبيريج طريقة للرجوع لبيت وينشيستر الغامض في مجموعة أفلام مبهجة ". أعطي ستيفن دالتون من صحفية" هوليوود ريبورتر" الفيلم مراجعات مختلطة، قائلا أنة يعد بصدمات أكثر تعقيدا وأعماق نفسية مما يقدمه في نهاية المطاف" في حين أن وينشستر هو علاج بصري، توهج ألوانه مع ألوان برونزية وفيروزية توحي ببطاقات بريدية فيكتورية ملونة. أعطي سيمون أبرامز في روجرايبرت. كوم  الفيلم ثلاثة من أصل أربعة نجوم، مشيرا إلي أن وينشستر أخرجت توقعاتي غير العادية ببساطة من خلال كونها سخيفة وممتعة مما أفتقر إلي الأصالة التي يعوضها المبدعون بشكل كبير في التنفيذ. ويوضح أيضا أن الحوار كان ممتعا.

## روابط خارجية
- مقالات تستعمل روابط فنية بلا صلة مع ويكي بيانات